# Maria-Theresien-Platz

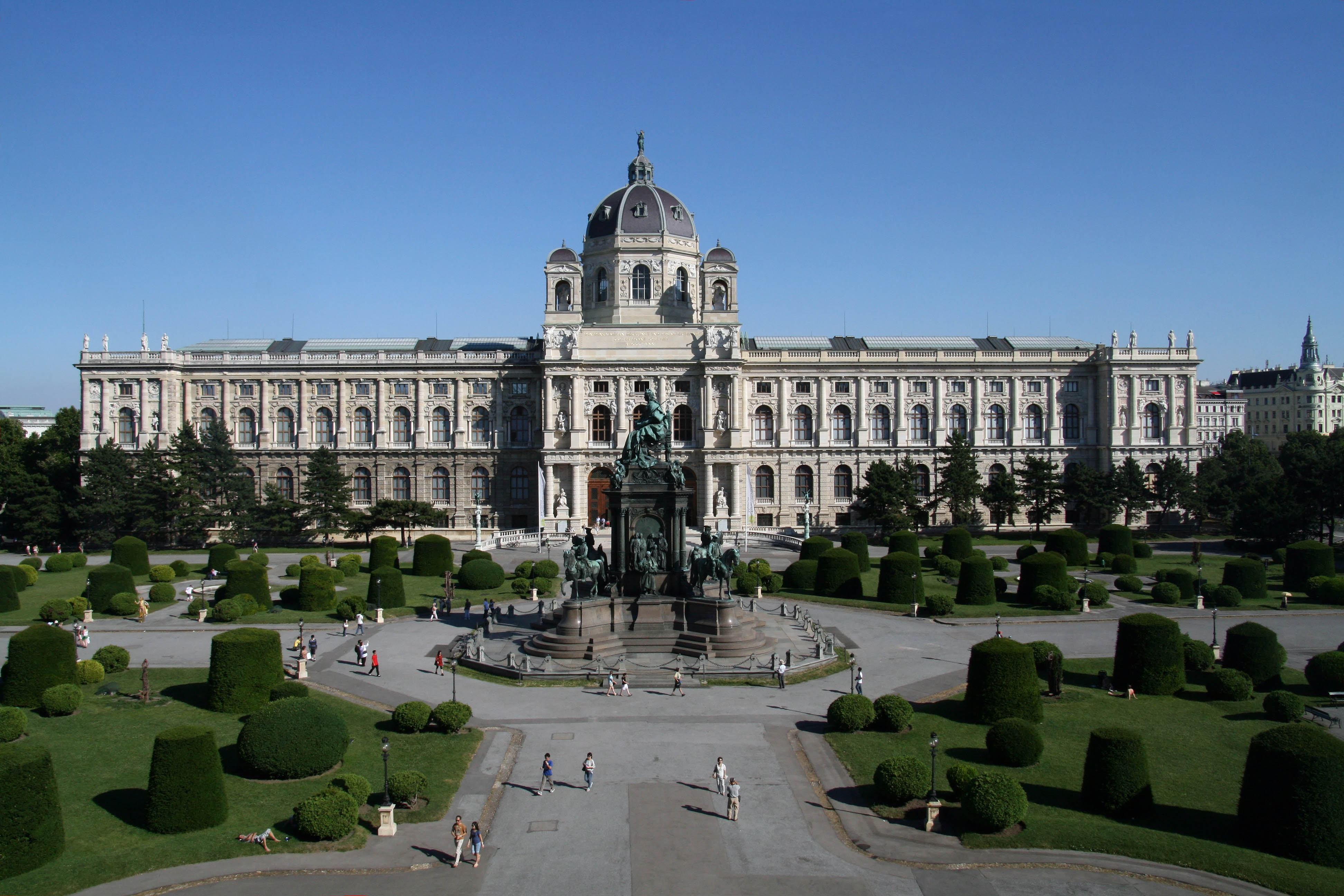
El Museo de Historia del Arte en la Maria-Theresien-Platz de Viena.

La Maria-Theresien-Platz es una gran plaza pública situada en Viena, Austria, que une la Ringstraße con el Museumsquartier, la zona de museos de Viena. A cada lado de la plaza hay dos edificios simétricos, uno enfrente del otro, el Museo de Historia Natural (Naturhistorisches Museum) y el Museo de Historia del Arte (Kunsthistorisches Museum).

## Los museos de la plaza
Los dos edificios de los dos museos, situados en los dos laterales de la plaza, son casi idénticos, distinguiéndose solo por las estatuas de sus fachadas. La fachada del Museo de Historia Natural tiene estatuas de personificaciones de África, Asia, Europa y América. El Museo de Historia del Arte tiene estatuas de famosos artistas europeos, como el holandés Pieter Brueghel, entre otros.
Los dos museos y la plaza entre ellos se construyeron en 1889. En el centro de la plaza hay una gran estatua de la Emperatriz María Teresa, a la que está dedicada la plaza. Los dos museos son destinos turísticos populares.
El Museo de Historia del Arte tiene muchas obras famosas de artistas del norte de Europa, como la Torre de Babel de Bruegel, así como una extensa colección de arte del mundo antiguo. La colección egipcia (Aegyptisches Sammlung) contiene momias, piedras talladas y la tumba de un príncipe egipcio que fue desmontada, se transportó a Viena y fue montada de nuevo allí para el Emperador Francisco José I de Austria. En el techo de la escalera hay frescos del artista austriaco Gustav Klimt.
El Museo de Historia Natural alberga exposiciones de mariposas y otros insectos, así como una extensa colección de animales conservados y disecados, cuyos ejemplos más llamativos son un caballo de Przewalskii, un bebé rinoceronte javanés y una caja de restos de dodo. También es destacable el famoso Mikrotheater del museo, que muestra diapositivas de organismos microscópicos, los dos centollos que le regaló el Emperador Japonés al Emperador Francisco José, la primera representación humana de una escena submarina realizada a partir de la observación en directo y la campana de buceo desde la que se hizo. La escalera contiene cuadros del Emperador Francisco José, la Emperatriz María Teresa y su perro faldero disecado.

## Galería de imágenes

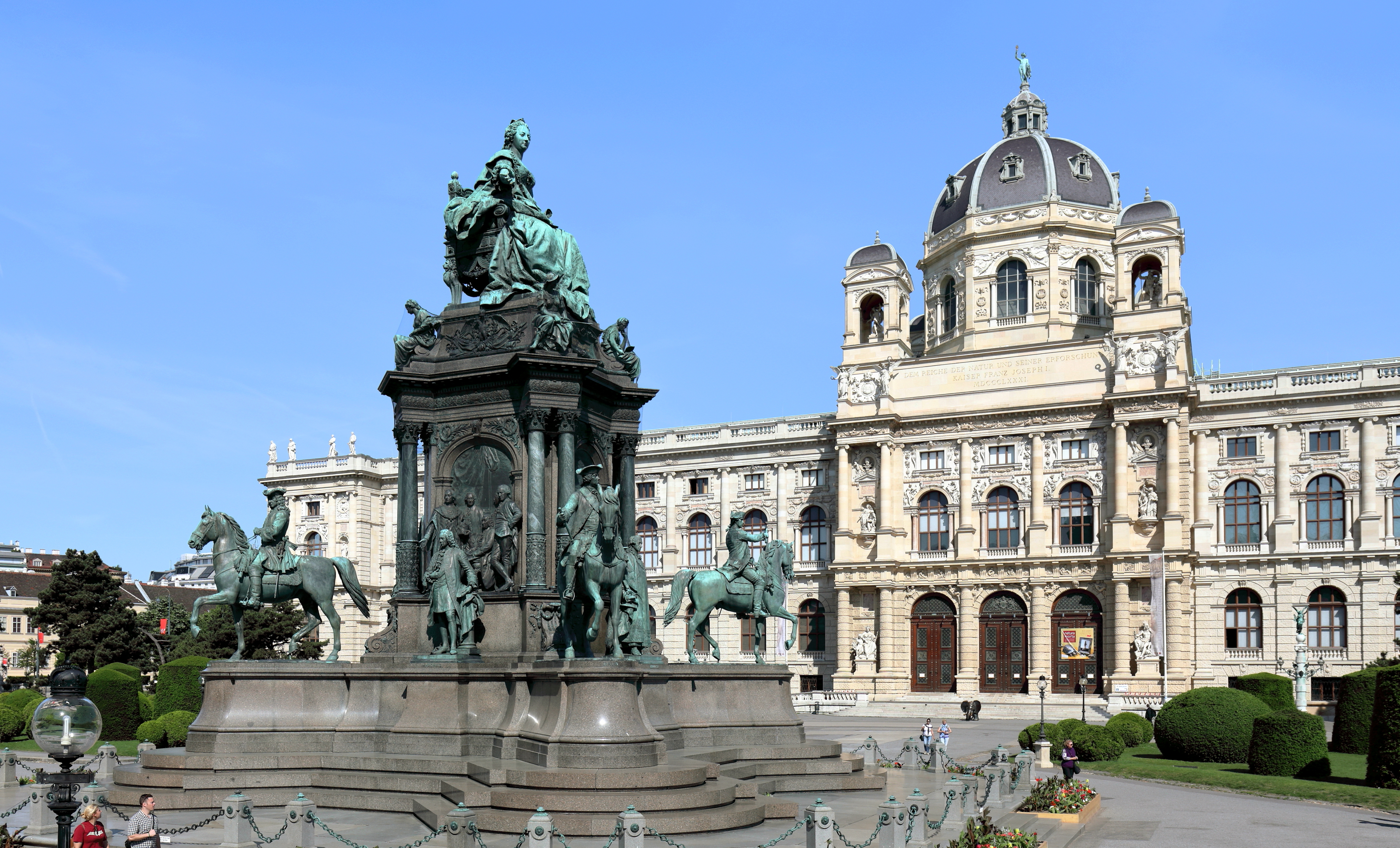
El Museo de Historia Natural.
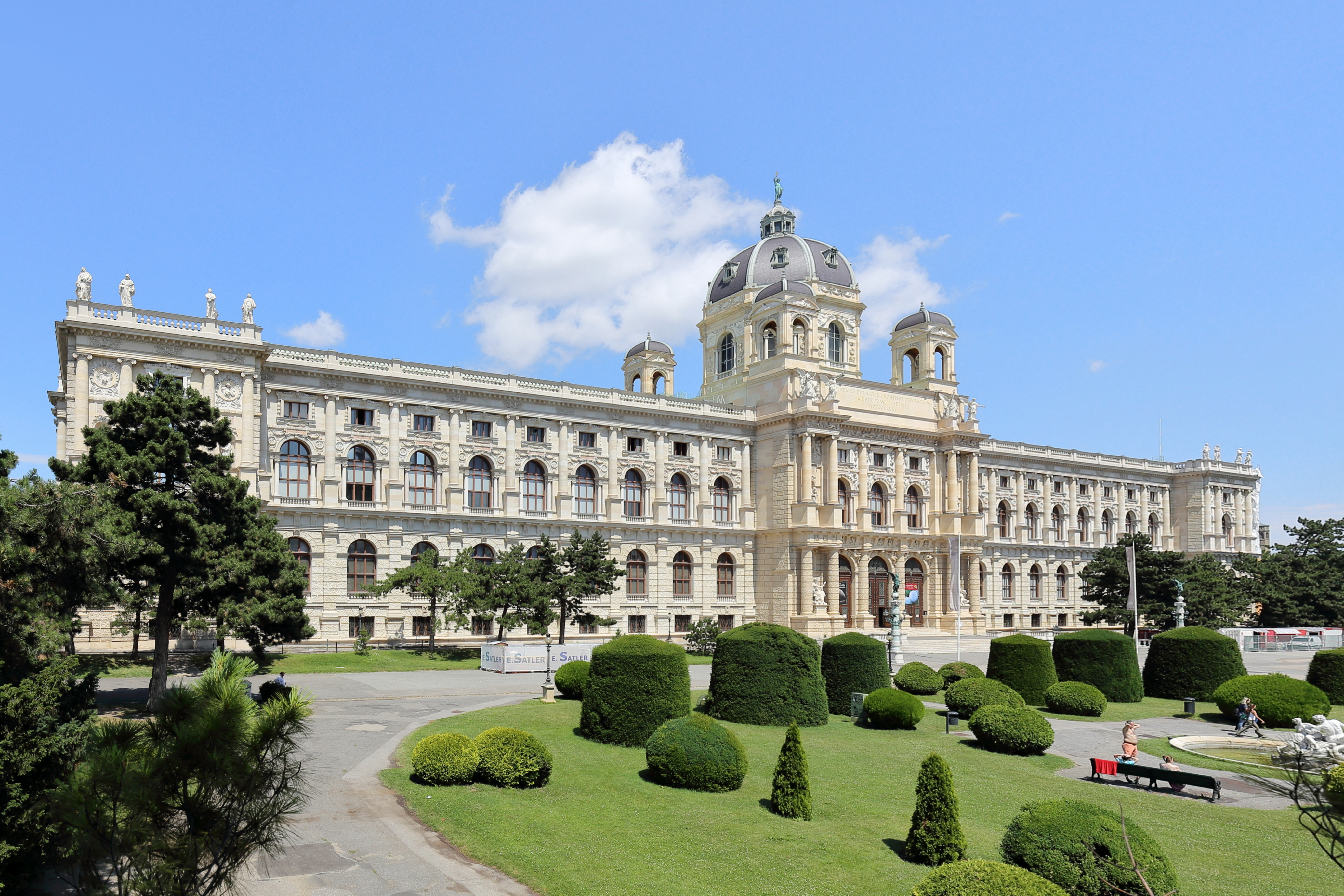
El Museo de Historia Natural.
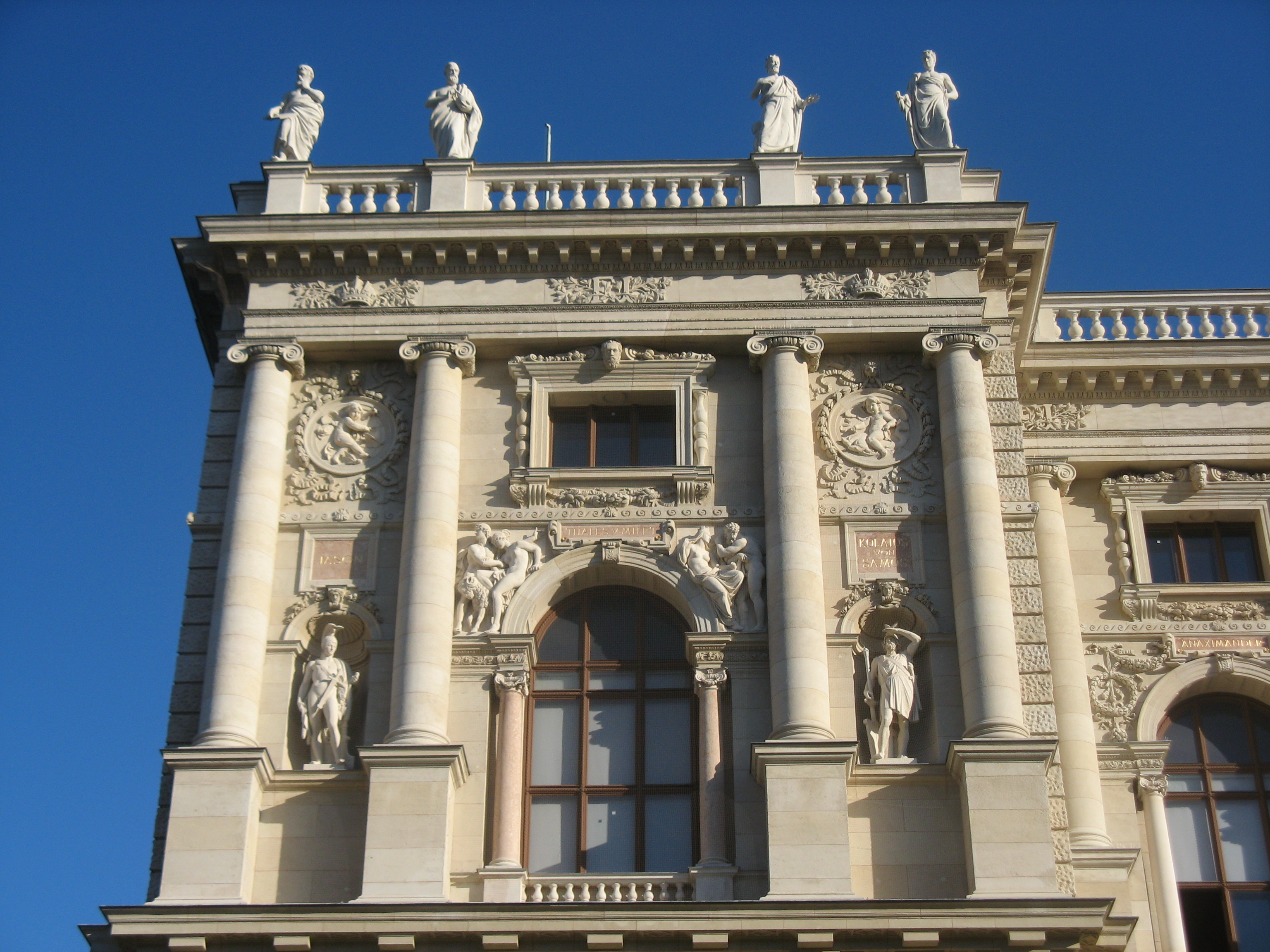
El Museo de Historia Natural en Bellariastraße.
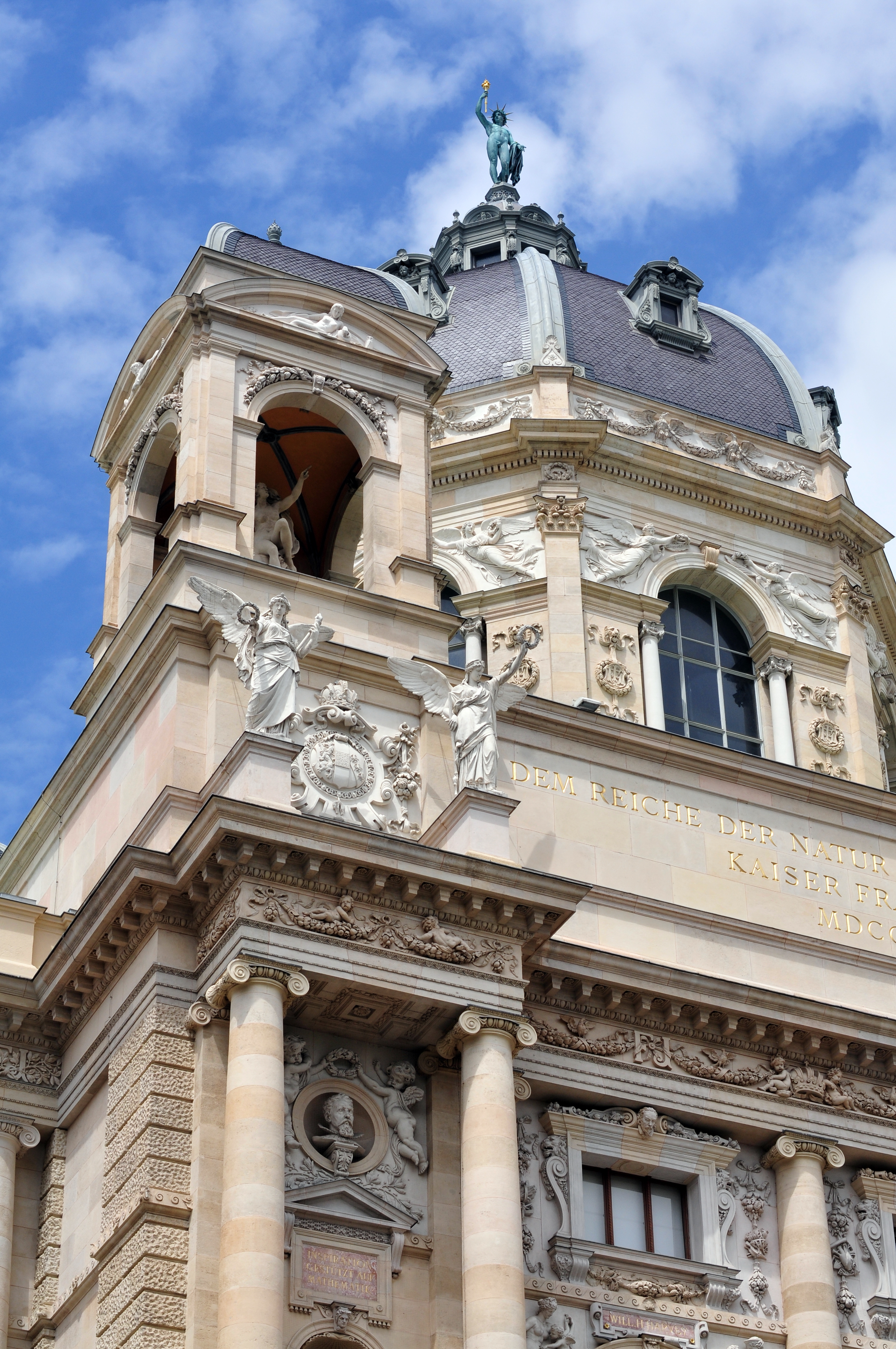
El Museo de Historia Natural.
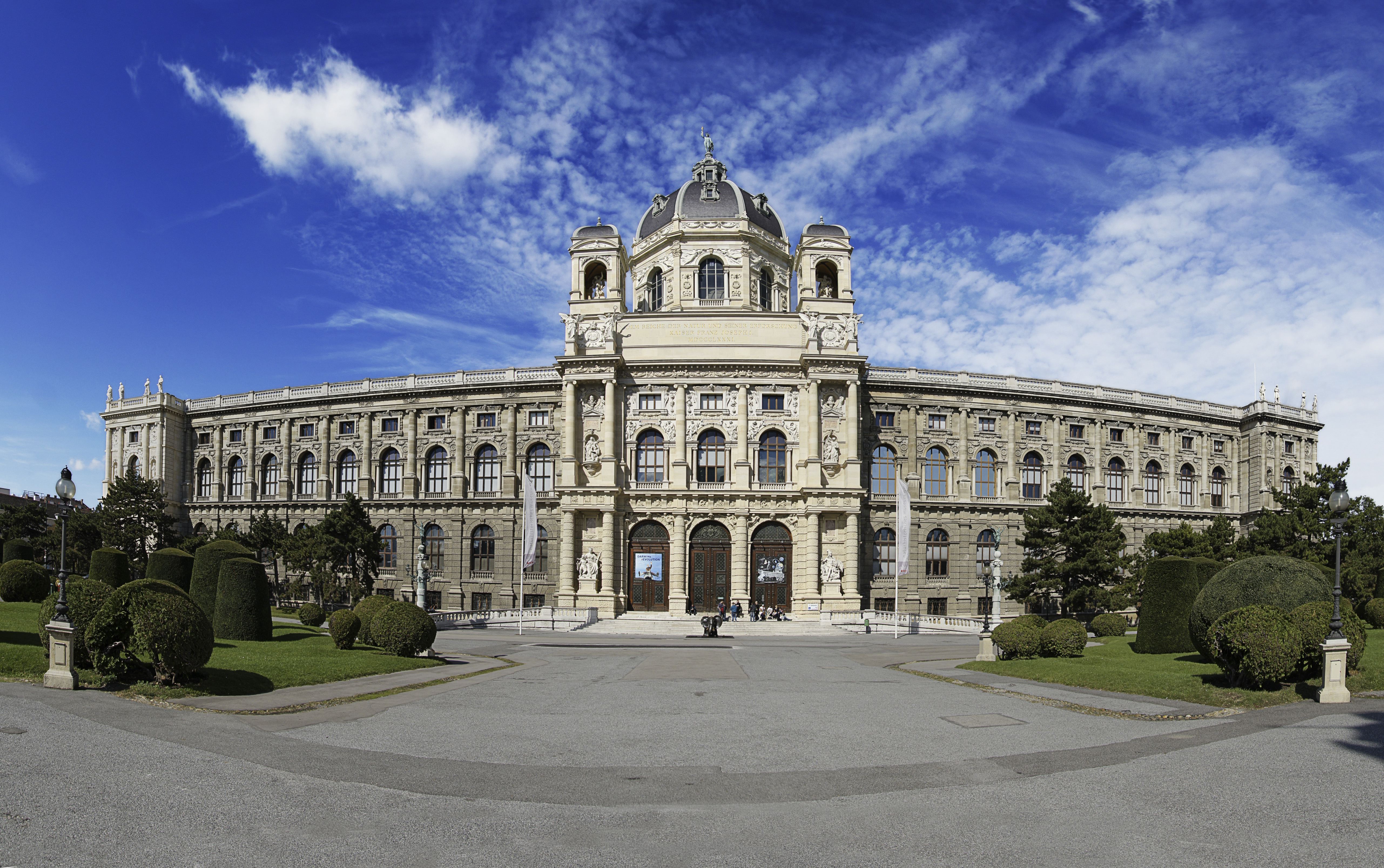
El Museo de Historia Natural.
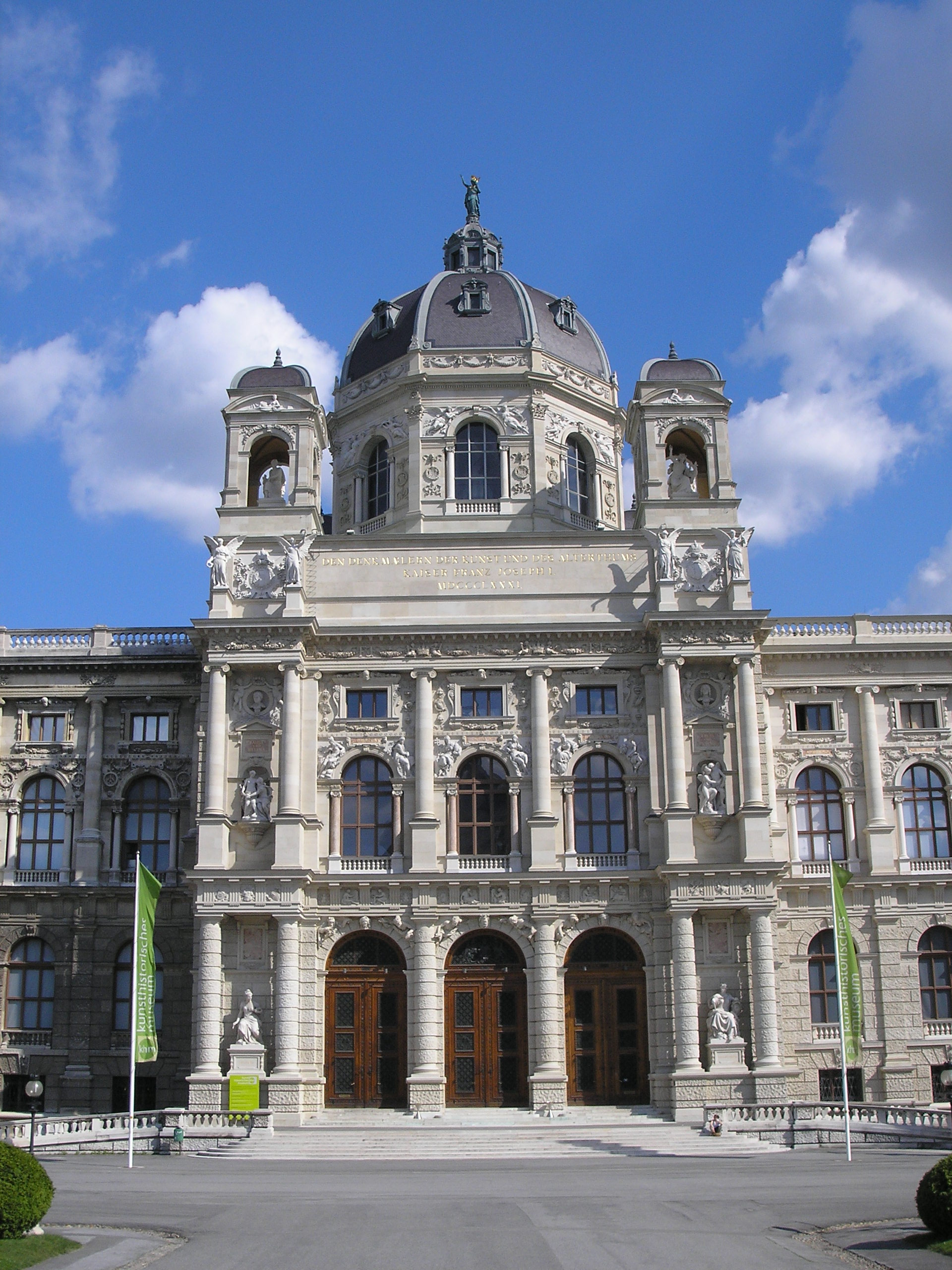
El Museo de Historia del Arte.
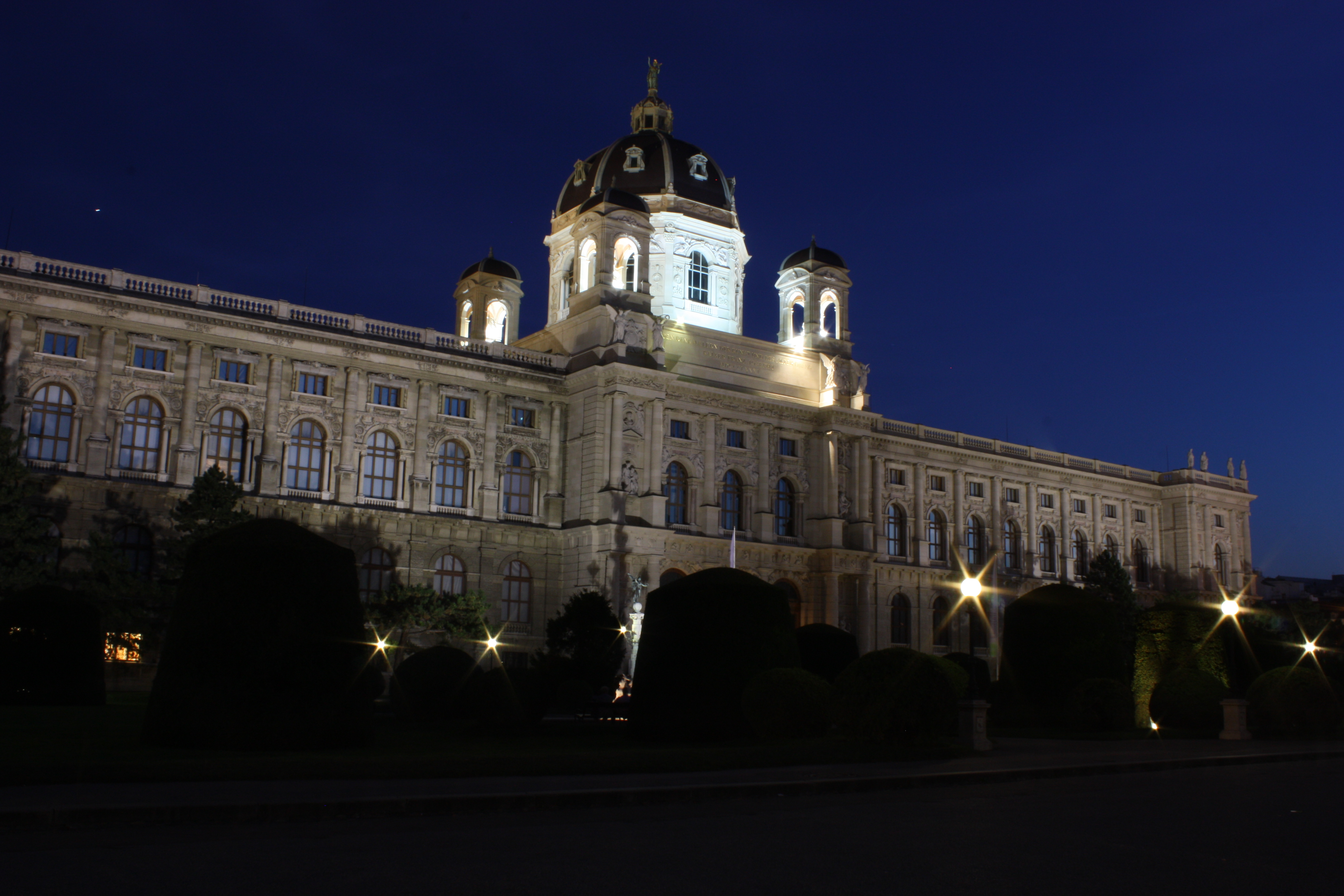
El Museo de Historia del Arte por la noche.
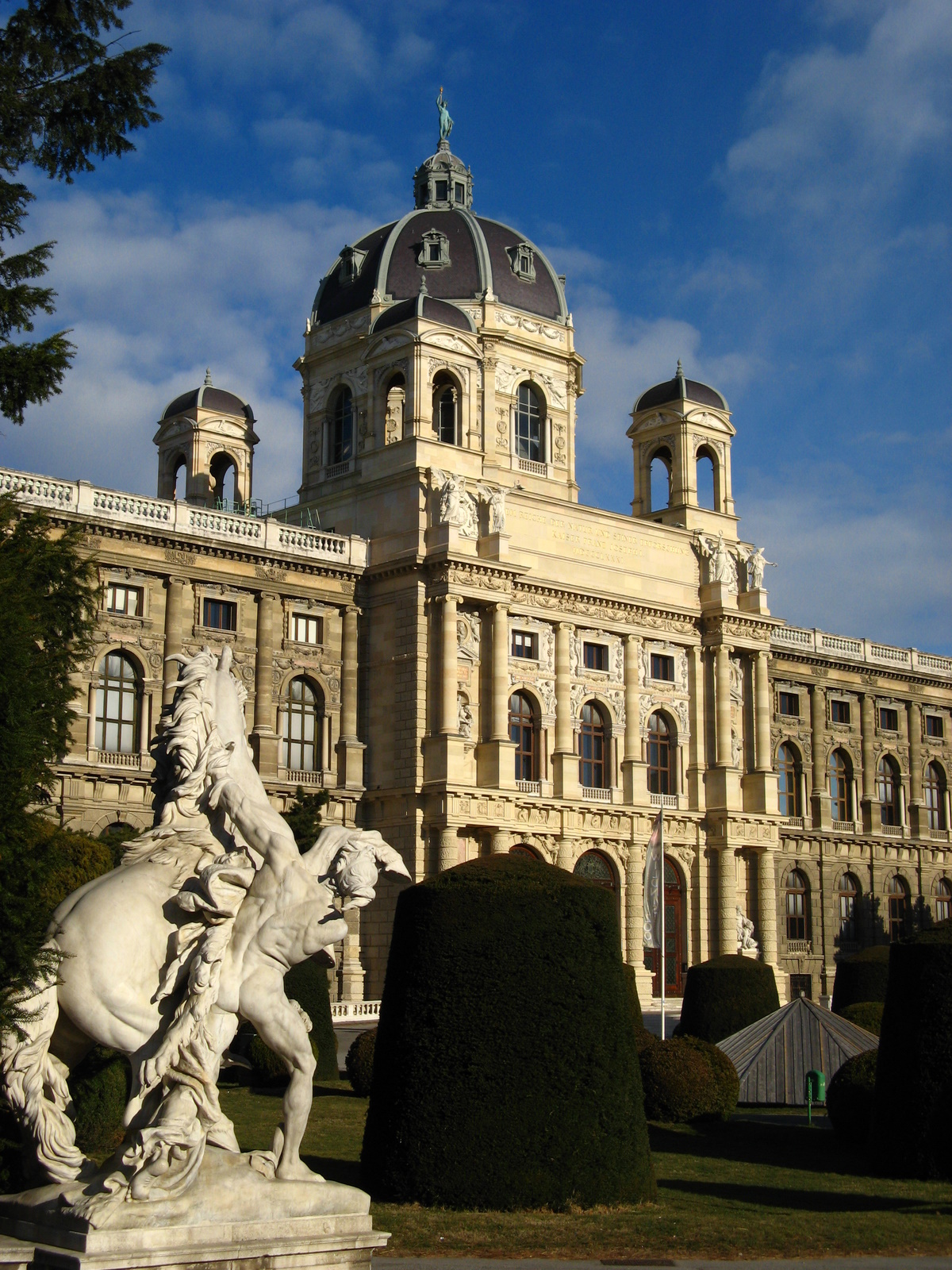
Rossebändiger (el domador de caballos).
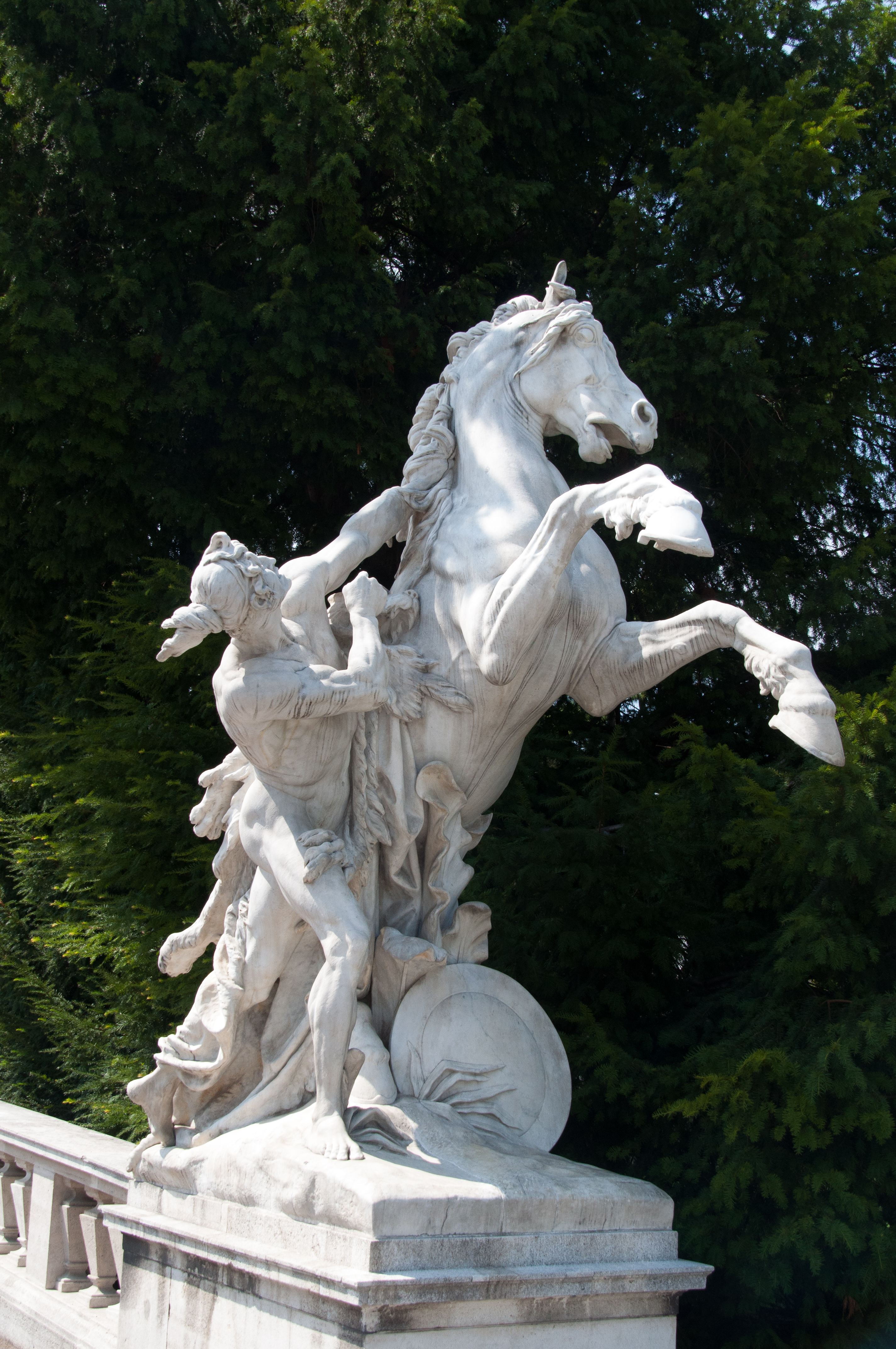
Rossebändiger.
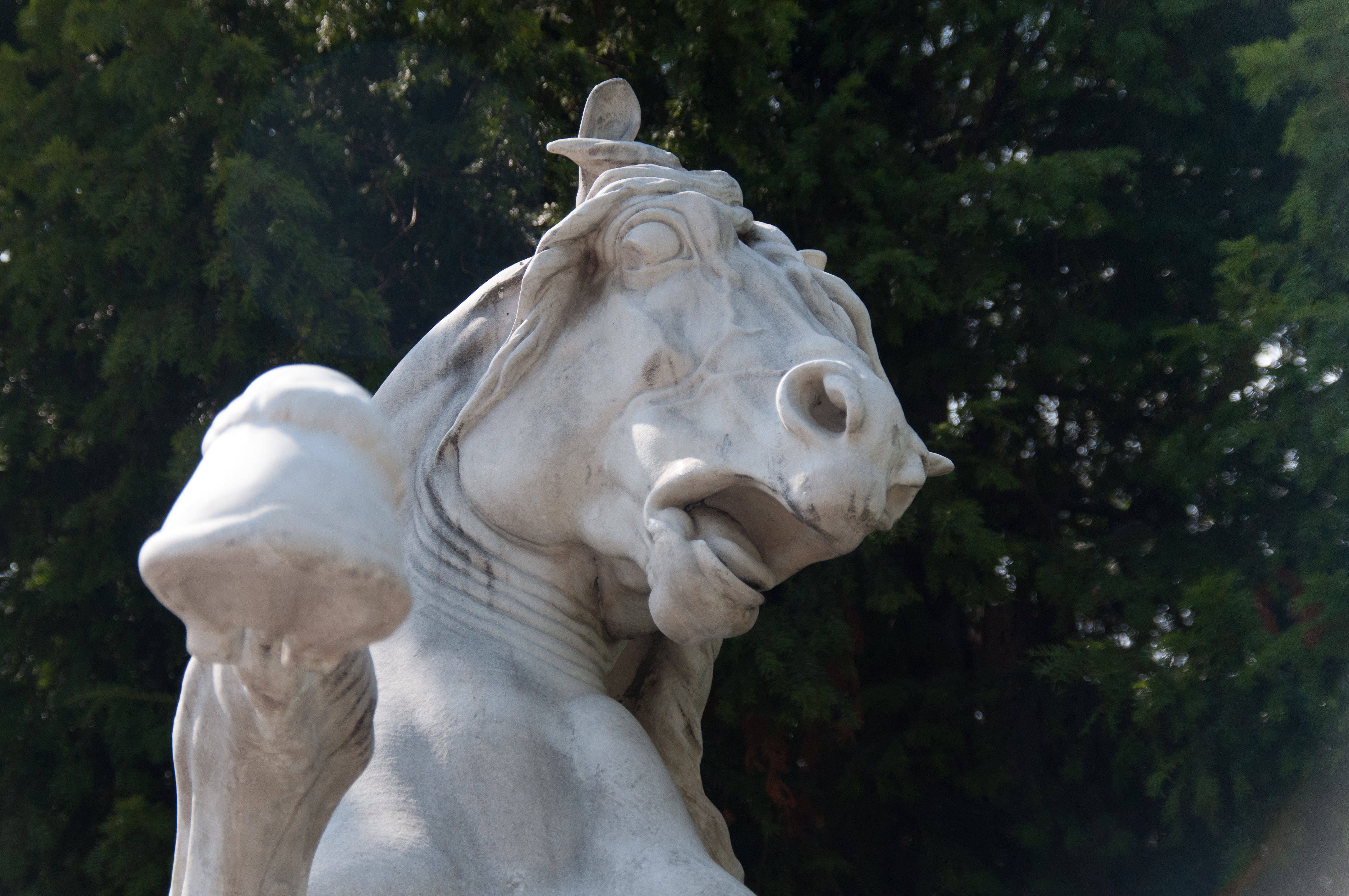
Rossebändiger (detalle).
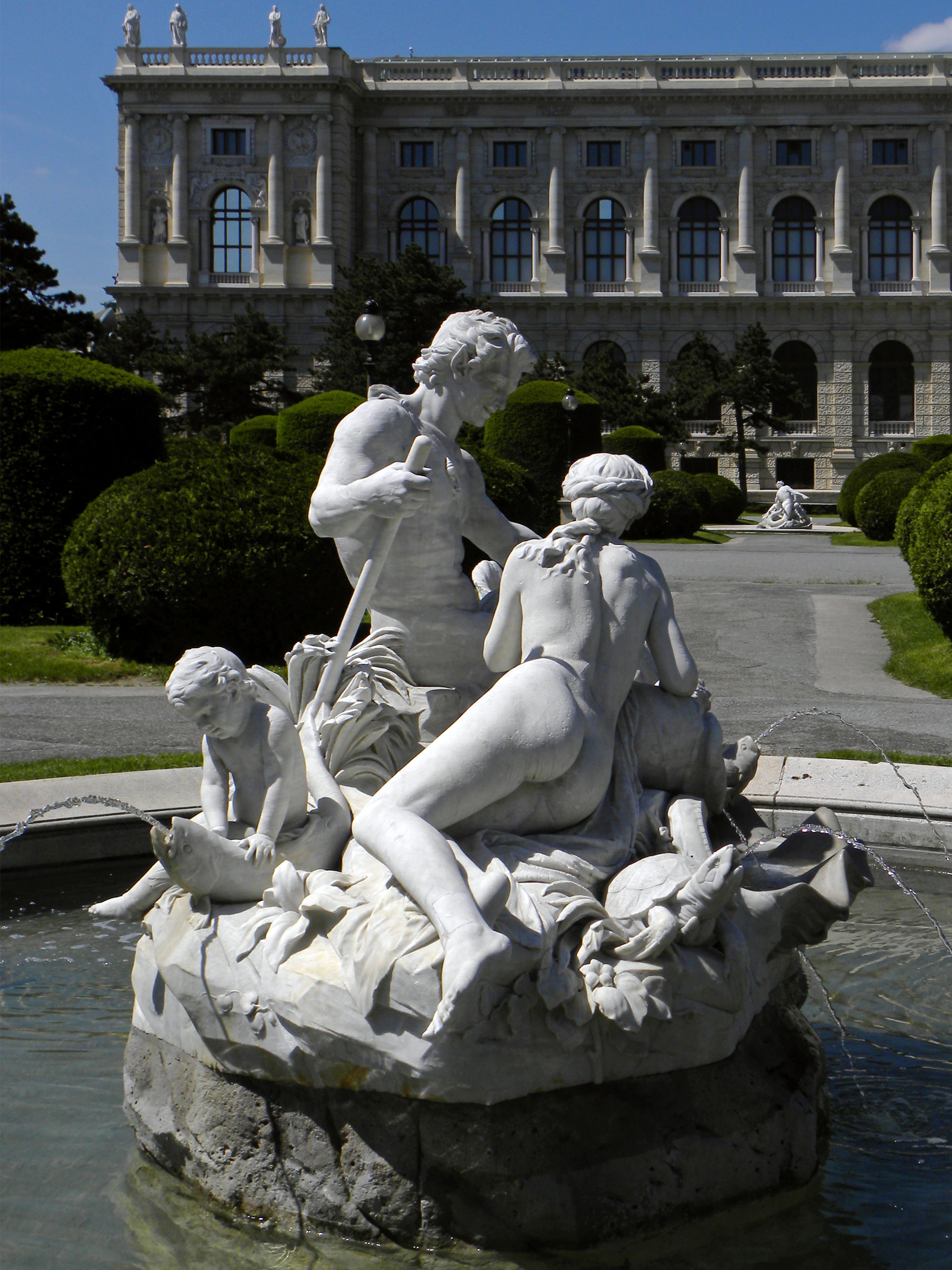
La fuente Tritones y Náyades de Edmund von Aspernburg.
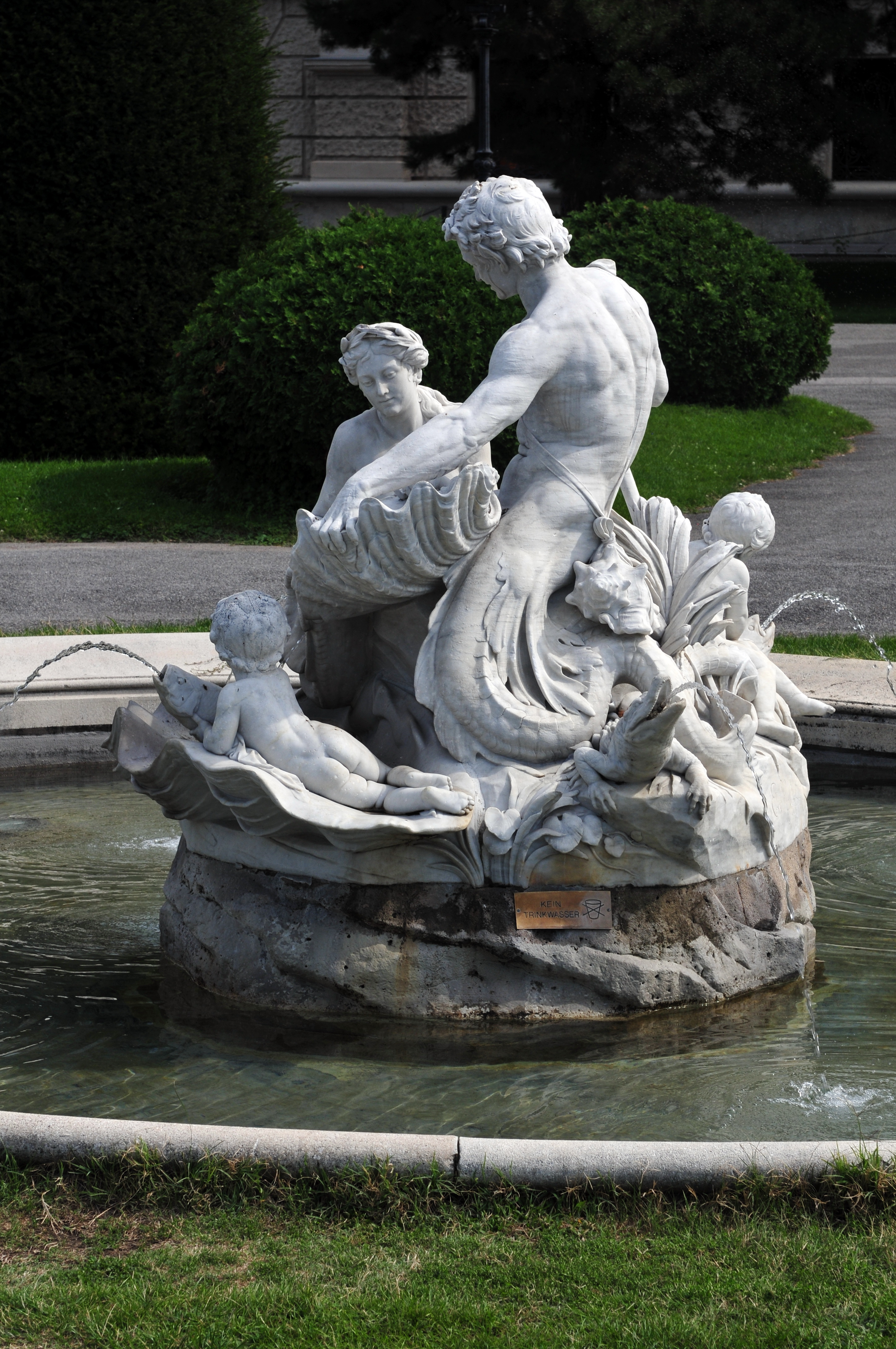
La fuente Tritones y Náyades.
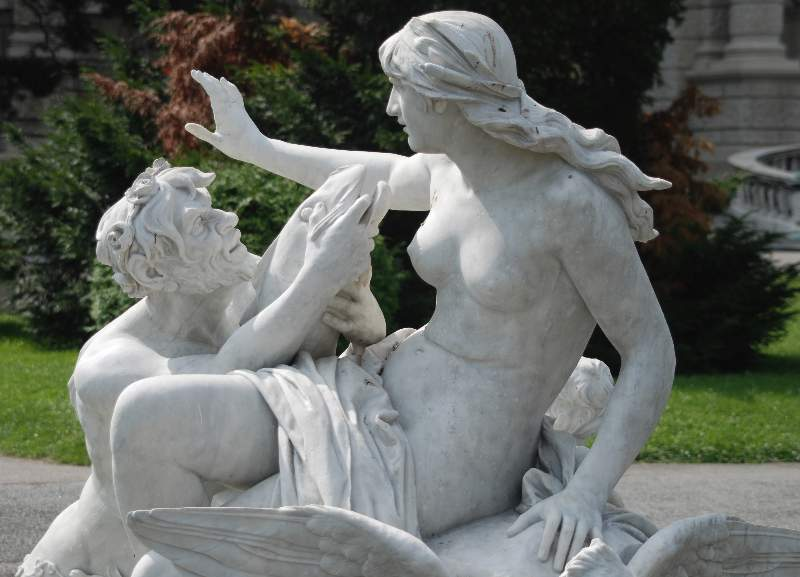
La fuente Tritones y Náyades.
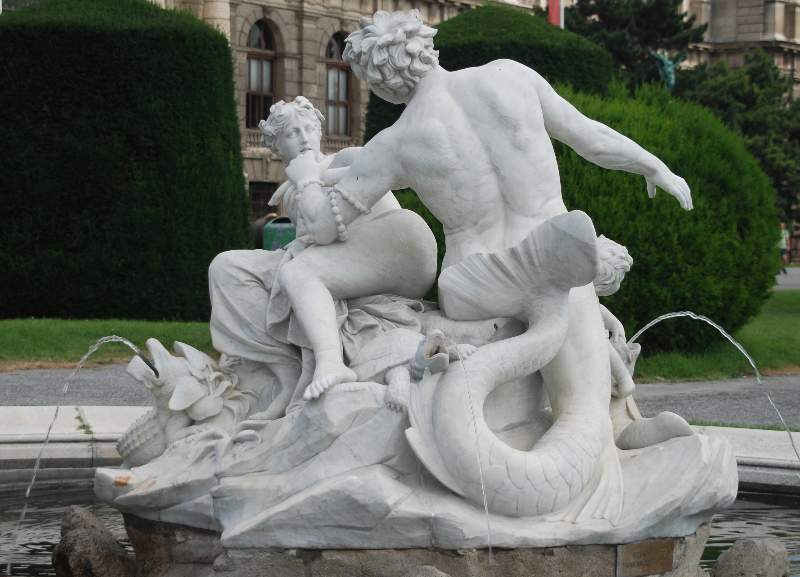
La fuente Tritones y Náyades.